# العلاقات البريطانية الليختنشتانية
العلاقات البريطانية الليختنشتانية هي العلاقات الثنائية التي تجمع بين المملكة المتحدة وليختنشتاين.

## مقارنة بين البلدين
هذه مقارنة عامة ومرجعية للدولتين:
| وجه المقارنة                                              | المملكة المتحدة                 | ليختنشتاين                                 |
| --------------------------------------------------------- | ------------------------------- | ------------------------------------------ |
| المساحة (كم2)                                             | 242.50 ألف                      | 16                                         |
| عدد السكان (نسمة)                                         | 66.02 مليون                     | 37.47 ألف                                  |
| الكثافة السكانية (ن./كم²)                                 | 272.25                          | 234.19 ألف                                 |
| العاصمة                                                   | لندن                            | فادوتس                                     |
| اللغة الرسمية                                             | لغة إنجليزية، اللغة الويلزية    | اللغة الألمانية                            |
| العملة                                                    | جنيه إسترليني                   | فرنك سويسري                                |
| الناتج المحلي الإجمالي (بليون دولار)                      | 2.62 تريليون                    | 6.29 مليار                                 |
| الناتج المحلي الإجمالي (تعادل القوة الشرائية) بليون دولار | 2.72 تريليون                    |                                            |
| الناتج المحلي الإجمالي الاسمي للفرد دولار أمريكي          | 43.88 ألف                       |                                            |
| الناتج المحلي الإجمالي للفرد دولار أمريكي                 | 40.23 ألف                       |                                            |
| مؤشر التنمية البشرية                                      | 0.907                           | 0.908                                      |
| رمز المكالمات الدولي                                      | +44                             | +423                                       |
| رمز الإنترنت                                              | .uk، .gb                        | .li                                        |
| المنطقة الزمنية                                           | توقيت غرينيتش، توقيت غرب أوروبا | توقيت وسط أوروبا، ت ع م+01:00، ت ع م+02:00 |

## منظمات دولية مشتركة
يشترك البلدان في عضوية مجموعة من المنظمات الدولية، منها:
| علم المنظمة | اسم المنظمة                    | تاريخ انضمام المملكة المتحدة | تاريخ انضمام ليختنشتاين |
| ----------- | ------------------------------ | ---------------------------- | ----------------------- |
|             | الاتحاد البريدي العالمي        | ?                            | ?                       |
|             | منظمة حظر الأسلحة الكيميائية   | ?                            | ?                       |
|             | منظمة التجارة العالمية         | 1995                         | ?                       |
|             | الأمم المتحدة                  | 24 أكتوبر 1945               | 18 سبتمبر 1990          |
|             | منظمة الشرطة الجنائية الدولية  | ?                            | ?                       |
|             | الاتحاد الدولي للاتصالات       | 24 فبراير 1871               | 25 يوليو 1963           |
|             | مجلس أوروبا                    | 5 مايو 1949                  | ?                       |
|             | منظمة الأمن والتعاون في أوروبا | 25 يونيو 1973                | 25 يونيو 1973           |

## وصلات خارجية
- موقع وزارة الخارجية البريطانية